# Uc de Sant Circ

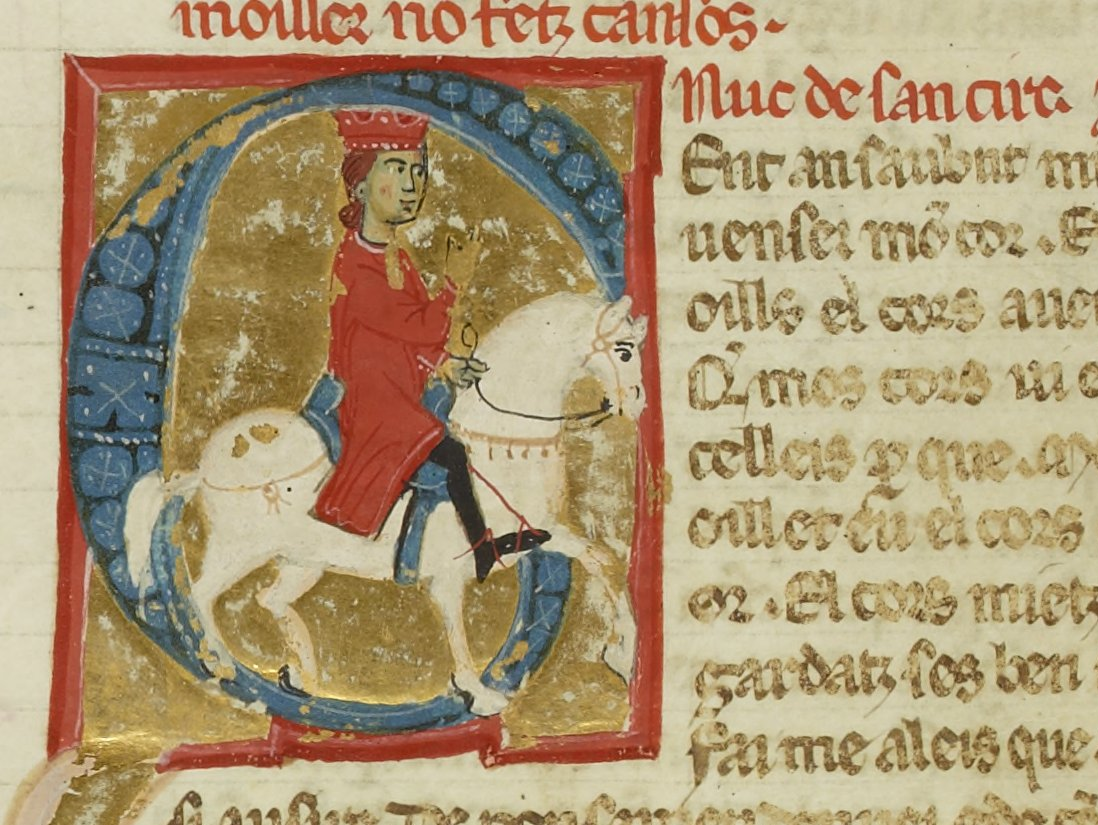
BnF ms. 854 fol. 127v; cançoner I

Uc de Sant Circ   (1213 - 1253 (Gregorià)) fou un trobador occità. És conegut no només per la seva poesia sinó també com a autor d'un cert nombre de vidas.

## Biografia
Es conserva també una vida d'Uc de Sant Circ. Segons aquesta vida hauria nascut a Tegrà, al Carcí, prop del castell de Sant-Circ, d'on hauria pres el nom el seu pare (n'Arman de Saint Circ, per so que·l castel don el fo a nom Saint Circ, qu'es al pe de Sainta Maria de Rocamajor). Sempre segons la vida, els seus germans més grans l'enviaren a Montpeller a fer estudis eclesiàstics però ell hi aprengué a trobar i ab aquel saber el s'ajoglari ("amb aquest saber "s'ajoglarà""). La vida continua enumerant els seus protectors: el comte de Rodés, el vescomte de Turena, Dalfí d'Alvernha. I diu que passà molt de temps vivint pobrament a Gascunya on finalment Savaric de Mauleon li donà arnesos i roba; i també viatjà al Poitou, a Catalunya i Aragó amb Pere el Catòlic, i a Castella amb el rei Alfons de Castella i Alfons de Lleó i després a Provença, Llombardia i la marca de Treviso, on prengué esposa i tingué fills i, a partir d'aquest moment, no feu més cançons.
Fins aquí la narració de la vida, prou llarga i detallada. Se sap que Uc de Sant Circ fou ell mateix autor de vidas. Concretament, la de Bernart de Ventadorn que acaba Et ieu, N'Ucs de Saint Circ, de lui so qu'ieu ai escrit si me contet lo vescoms N'Ebles de Ventadorn ("I jo, n'Uc de Saint-Circ, el que he escrit d'ell m'ho contà el vescomte n'Eble de Ventadorn"). També apareix com a autor d'una razó de Savaric de Mauleon: que ieu, Uc de San Sirc, que ay escrichas estas razos ("que jo, Uc de Sant Circ, que he escrit aquestes razós"). L'anàlisi de l'estil i la llengua de les vidas ha fet pensar als estudiosos que Uc n'és autor d'un bon nombre, si no gairebé totes, a més de la que signa explícitament. També la seva podria ser una autobiografia.
Les vidas i razós haurien estat escrites en la seva estada al nord d'Itàlia, en la darrera part de la seva vida.
Els viatges d'Uc de Sant Circ estan documentats, ja que intercanvia debats a Provença amb Guilhem dels Baus, mort el 1218, i es documenta a les corts dels Malaspina i els Da Romano (Ezzelino da Romano). Intervingué també amb una composició de resposta a Peire Guilhem de Luserna en l'afer del rapte de Cunizza da Romano. Segons Riquer, per contra, no sembla haver escrit cap poema en les seves estades a la península Ibèrica.
S'ha formulat la hipòtesi que Uc de Sant Circ podria ser el mateix personatge que Uc Faidit, l'autor del tractat Donatz proensals, escrit en el nord d'Itàlia a mitjans del segle xiii. Faidit significa "exiliat" i podria haver estat usat per Uc quan era lluny de la seva llar. De totes maneres, no és una hipòtesi plenament acceptada.

## Obra
Es conserven 44 composicions d'Uc de Saint-Circ; 15 cançons, un salut d'amor, 18 sirventesos i cobles i 10 poesies de debat amb altres trobadors. S'ha conservat la música de tres de les seves peces en el cançoner G.
- (457,1)[8] Aissi com es coinda e gaia (cançó)
- (457,2a) Amic Guiraut, tant me fai de vertut (sirventès de resposta a 241,1 N'Uc de Sain Circ, ara m'es avengut d'un tal Guiraut)
- (457,3) Anc enemics q'ieu agues (cançó, amb música conservada en el cançoner G)
- (457,4) Anc mais non vi temps ni sazo (cançó)
- (457,5) Antan fetz coblas d'una bordeliera (cobla)
- (457,6) Be m meraveill s'En Conegutz es sans (cobla)
- (457,7) Be fai granda follor (cançó)
- (457,7a) Bella donna gaja e valentz (salut d'amor)
- (457,8) Chanzos q'es leus per entendre (sirventès)
- (457,9) Dels huoills e del cor e de me (cançó)
- (457,10) De vos me sui partitz; mals focs vos arga (cobla)
- (457,12) Enaissi cum son plus car (cançó)
- (457,14 = 460,1) En vostr' ais me farai veser (tençó amb el Vescomte de Turena)
- (457,15) Estat ai fort longamen (cançó)

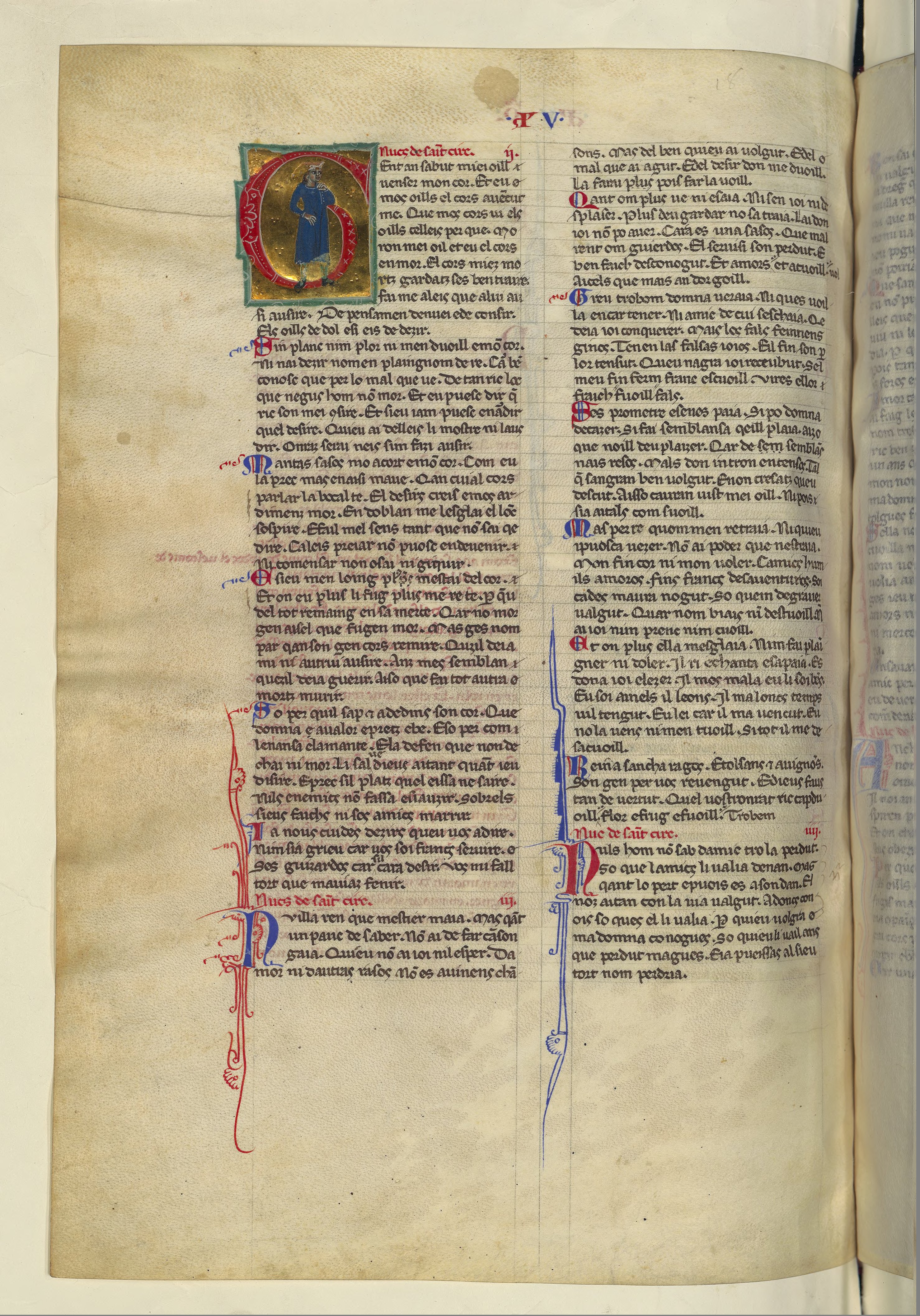
BnF ms. 12473 fol. 113v, reproducció del foli sencer del cançoner que s'inicia amb la miniatura (reproduïda en detall aquí mateix) i el text de Gent ant saubut miei uoill vensser mon cor i dues peces més

- (457,16) Gent ant saubut miei uoill vensser mon cor (cançó)
- (457,17) Guillems Fabres nos fai en brau lengage (cobla)
- (457,18) Longamen ai atenduda (cançó)
- (457,19) Ma dompna cuit fasa sen (cobla)
- (457,20) Mains greus durs pessamens (cançó)
- (457,20a) Mesier Albric, so m prega Ardisons (intercanvi de coblas amb Alberico da Romano, 16a, 1)
- (457,21) Messonget, un sirventes (sirventès)
- (457,22) Na Maria de Mons es plasentera (coblas)
- (457,24 = 185,2) N'Ugo, vostre semblan digatz (partiment amb el comte de Rodés)
- (457,25) Nuilla ren que mestier m'aia (cançó)
- (457,26) Nuills hom no sap d'amic, tro l'a perdut (cançó, amb música conservada al cançoner G)
- (457,26a) Passada es la sasos (cobla)
- (457,27) Pei Ramonz ditz (coblas)
- (457,28) [P]eire Guillem de Luserna (sirventès en resposta a 344,5 Qi na Cuniça guerreia de Peire Guilhem de Luserna)
- (457,29) Per viutat et per non caler (cobla)
- (457,30) Physica et astronomia (intercanvi de coblas amb Guilhem dels Baus)
- (457,31) Qui vol terr' e prez conquerer (cobla)
- (457,32) Raimons, en trobar es prims (cobla)
- (457,33) Seign' en coms, no us cal esmaiar (intercanvi de coblas amb el comte de Rodez)
- (457,33a) Seigner en coms, cum poiria eu soffrir (intercanvi de coblas amb el comte de Rodez)
- (457,34) Servit aurai longamen (cançó)
- (457,35) Ses dezir et ses razo (cançó)
- (457,36) Si ma dompna n'Alais de Vidallana (cobla, amb una resposta de Nicoletto da Torino)
- (457,38) Tant es de paubra acoindansa (sirventès)
- (457,39) Totz fis amicx ha gran deszaventura (cobla)
- (457,40) Tres enemics e dos mals seignors ai (cançó, amb música conservada al cançoner G)
- (457,41) Una danseta voil far (dansa)
- (457,42) Un sirventes vuelh far en aquest son d'En Gui (sirventès)
- (457,43) Valor ni prez ni honor non atrai (cobla)
- (457,44) Vescoms, mais d'un mes ai estat (intercanvi de coblas amb el vescomte de Turena)

###### Repertoris
- Alfred Pillet / Henry Carstens, Bibliographie der Troubadours von Dr. Alfred Pillet […] ergänzt, weitergeführt und herausgegeben von Dr. Henry Carstens. Halle : Niemeyer, 1933 [Uc de Saint-Circ és el número PC 457]
- Guido Favati (editor), Le biografie trovadoriche, testi provenzali dei secc. XIII e XIV, Bologna, Palmaverde, 1961, pàg. 313
- Martí de Riquer, Vidas y retratos de trovadores. Textos y miniaturas del siglo XIII, Barcelona, Círculo de Lectores, 1995 p. 122-128 [Reproducció de la vida i dues razós, amb traducció a l'espanyol, i miniatures dels cançoners A, I i K]